# Tamgà
|  | Per a altres significats, vegeu «Tamga». |

Tamgà (en rus: Тамга) és un poble del krai de Primórie, a l'Extrem Orient de Rússia, que en el cens del 2010 tenia 252 habitants.